# ماي كرايغ
ماي كرايغ (بالإنجليزية: May Craig)‏ هي صحفية أمريكية، ولدت في 19 ديسمبر 1889، وتوفيت في 15 يوليو 1975.